# 柱眼仿刺鎧蝦
柱眼仿刺鎧蝦（学名：Munidopsis cylindrophthalma）为鎧甲蝦科仿刺鎧蝦屬下的一个种。